# London Mills
London Mills – wieś w Stanach Zjednoczonych, w stanie Illinois, w hrabstwie Fulton.